# Лиде и Ишидор
«Лиде и Ишидор» (баск. Lide ta Ixidor) — опера (по другому определению — детская лирическая сказка) испанского композитора Сантоса Инчаусти, впервые поставленная в 1910 году. Состоит из двух действий и эпилога. Первая детская опера на баскском языке (единственный персонаж, поющий на испанском, — чертёнок Сатанито). 

## История
Предположительно «Лиде и Ишидор» — переработка оперы Энгельберта Хумпердинка «Гензель и Гретель». Либретто оперы написал баскский драматург Альфредо Эчабе. Премьера состоялась 24 мая 1910 года в театре Campos Elíseos в Бильбао.
После премьеры опера на долгое время была практически забыта. Газета La Voz de Guipúzcoa критиковала её за недостаток баскского народного колорита.
Восстановлением оперы занималось Хоровое общество Бильбао. Первое представление после долгого перерыва состоялось 22 октября 2022 года в следующем составе: Марта Урбиета (Лиде), Майте Марури (Ишидор), Олац Сайтуа (ведьма), Ларрайц Навас (фея) и Горка Унамуно (чертёнок Сатанито).

## Действующие лица
| Роль              | Голос         |
| ----------------- | ------------- |
| Лиде              | сопрано       |
| Ишидор            | меццо-сопрано |
| Ведьма            | сопрано       |
| Фея               | сопрано       |
| Чертёнок Сатанито | тенор         |

## Сюжет

### 1 действие
Действие происходит в Бискайе на Рождество. Оставшись дома одни, девочка Лиде и её брат Ишидор разбивают несколько тарелок, кувшин и чашку и разливают вино. Пока они размышляют, какое наказание придумают им родители, в дверь стучится старуха. Дети боятся, что это ведьма, и не хотят её впускать, но старухе удаётся их уговорить. 

### 2 действие
Заснув у ведьмы на коленях, дети оказываются во дворце, в нарядной одежде, а перед ними волшебная палочка. Они решают наколдовать себе большой торт, но только начинают есть, как появляется чертёнок Сатанито в облике кота. Ишидор прогоняет его. В гости к детям приезжают их друзья. Они тоже принимаются за торт, и снова появляется Сатанито. Ишидор опять прогоняет чертёнка, и все вместе идут в сад. Там детям является голубая фея, а затем — Младенец Иисус и волхвы.  

### Эпилог
Лиде и Ишидор просыпаются и обнаруживают, что вернулись домой. Они сердятся на ведьму, что остались без ужина, но она их успокаивает: скоро вернутся родители, и на столе будет много вкусной еды.  